# Stazione di Frasso
Stazione di Frasso vasútállomás Olaszországban, Sonnino településen.

## Vasútvonalak
Az állomást az alábbi vasútvonalak érintik:
- Velletri-Terracina-vasútvonal

## Kapcsolódó állomások
A vasútállomáshoz az alábbi állomások vannak a legközelebb:
- Stazione di La Fiora
- Stazione di Capocroce